# Ibrahim Choukri
Ibrahim Choukri (22 septembre 1916 au Caire - 5 août 2008) était un nationaliste et un homme politique égyptien.

## Biographie
Ibrahim Choukri est né dans une riche famille égyptienne. Son père, Mahmoud Choukri pacha, était le surintendant des biens royaux.
Diplômé de la faculté d’agronomie en 1939, durant ses études, il commence à militer dans l’organisation nationaliste Misr El-Fatah dirigée par Ahmed Hussein. Chef étudiant dans le soulèvement contre l'occupation britannique en 1935, il a été blessé par balle par les forces d'occupation. En 1948, il forma un régiment d’étudiants qui est parti en Palestine pour prendre part à la guerre contre Israël. Cependant, lui-même n’a pas participé au combat.
Membre du Parti socialiste Misr qui avait remplacé le parti Misr El-Fatah, il en devient le vice-président en 1948, alors qu’Ahmed Hussein en occupe la présidence. Vivant dans son village de Cherbine, dans le gouvernorat de Daqahliya, il a été élu député de la région en 1949. À la suite d’un éditorial où il critiquait le roi Farouk, il a été arrêté et emprisonné près de 7 mois, avant d’être libéré le 27 juillet 1952, quelques jours seulement après la Révolution des Officiers libres du 23 juillet 1952.
Anouar el-Sadate le nomme gouverneur d’Al-Wadi Al-Gadid en 1972, puis ministre de l’Agriculture en 1978. Il démissionne pour fonder le Parti socialiste du travail en 1978. Il s’oppose au rapprochement entre l’Égypte et les États-Unis et aux accords de Camp David. De même, il s’oppose à la politique d’ouverture, "infitah", de Sadate, et aux privatisations. 
À partir du milieu des années 1980, le Parti socialiste du travail adopte l’islam politique comme idéologie et se rapproche des Frères musulmans. Son parti est finalement dissous le 20 mai 2000.